# Obrh (Ribnik)
 Obrh  falu Horvátországban Károlyváros megyében. Közigazgatásilag Ribnikhez tartozik.

## Fekvése
Károlyvárostól 18 km-re északnyugatra, községközpontjától 2 km-re északra, az azonos nevű patak forrása feletti dombon fekszik.

## Története
A néhány házból álló csendes kis településesnek 1890-ben 19, 1910-ben 22 lakosa volt. A település trianoni békeszerződésig Zágráb vármegye Károlyvárosi járásához tartozott. 1953-ban érte el népessége csúcspontját, amikor 44 lakosa volt. 2011-ben 7 lakosa volt.

## Nevezetességei
A kanyargó patak feletti tölgyesben még láthatók az egykori Križanić-kastély maradványai.

## Híres emberek
Itt született 1617 és 1619 között Juraj Križanić (Krizsanich György) zágrábi kanonok, író, nyelvész, a pánszlávizmus egyik első képviselője.

## Lakosság
| Lakosság változása | Lakosság változása | Lakosság változása | Lakosság változása | Lakosság változása | Lakosság változása | Lakosság változása | Lakosság változása | Lakosság változása | Lakosság változása | Lakosság változása | Lakosság változása | Lakosság változása | Lakosság változása | Lakosság változása | Lakosság változása |
| ------------------ | ------------------ | ------------------ | ------------------ | ------------------ | ------------------ | ------------------ | ------------------ | ------------------ | ------------------ | ------------------ | ------------------ | ------------------ | ------------------ | ------------------ | ------------------ |
| 1857               | 1869               | 1880               | 1890               | 1900               | 1910               | 1921               | 1931               | 1948               | 1953               | 1961               | 1971               | 1981               | 1991               | 2001               | 2011               |
| 0                  | 0                  | 0                  | 19                 | 10                 | 22                 | 30                 | 41                 | 43                 | 44                 | 35                 | 27                 | 10                 | 12                 | 15                 | 7                  |